# Marie Mosquini
Marie Mosquini, nata Marie de Esy (Los Angeles, 3 dicembre 1899 – Los Angeles, 21 febbraio 1983), è stata un'attrice statunitense.

## Biografia
Il suo primo film risale al 1917: debuttò a 18 anni in un piccolo ruolo in Luke's Busy Day, un cortometraggio di Hal Roach con Harold Lloyd, attore con cui giro tutti i suoi primi film.
Apparve in 202 film tra il 1917 e il 1929.
Nell'ottobre del 1930 si ritirò dalle scene sposando l'inventore Lee De Forest. Diventò la sua quarta e ultima moglie.
Marie Mosquini morì a Los Angeles il 21 febbraio 1983 all'età di ottantatré anni.

## Filmografia
- Luke's Busy Day, regia di Hal Roach (1917)
- Lonesome Luke on Tin Can Alley, regia di Hal Roach (1917)
- Stop! Luke! Listen!, regia di Hal Roach (1917)
- Lonesome Luke, Mechanic, regia di Hal Roach (1917)
- Lonesome Luke's Wild Women, regia di Hal Roach (1917)
- Lonesome Luke Loses Patients, prodotto da Hal Roach (1917)
- From Laramie to London (1917)
- Love, Laughs and Lather (1917)
- All Aboard, regia di Alfred J. Goulding (1917)
- We Never Sleep (1917)
- The Tip, regia di Billy Gilbert e Gilbert Pratt (1918)
- The Movie Dummy, regia di Hal Roach (1918)
- Fare, Please (1918)
- That's Him, regia di Gilbert Pratt (1918)
- No Place Like Jail, regia di Frank Terry (1918)
- Just Rambling Along, regia di Hal Roach (1918)
- She Loves Me Not (1918)
- Do You Love Your Wife?, regia di Hal Roach (1919)
- Wanted - $5,000, regia di Gilbert Pratt (1919)
- Going! Going! Gone!, regia di Gilbert Pratt (1919)
- Hustling for Health (1919)
- Ask Father, regia di, non accreditato, Hal Roach - cortometraggio (1919)
- On the Fire (1919)
- Hoot Mon! (1919)
- I'm on My Way - cortometraggio (1919)
- Look Out Below (1919)
- A Sammy In Siberia (1919)
- Young Mr. Jazz (1919)
- Crack Your Heels (1919)
- Ring Up the Curtain (1919)
- Si, Senor (1919)
- The Marathon (1919)
- Back to the Woods, regia di Hal Roach (1919)
- Swat the Crook (1919)
- Off the Trolley (1919)
- Just Neighbors (1919)
- A Jazzed Honeymoon (1919)
- Count Your Change (1919)
- Chop Suey & Co. (1919)
- Heap Big Chief (1919)
- Don't Shove (1919)
- Be My Wife (1919)
- The Rajah (1919)
- He Leads, Others Follow (1919)
- Soft Money, regia di Hal Roach e Vincent Bryan (1919)
- Count the Votes, regia di Hal Roach (1919)
- Pay Your Dues (1919)
- His Only Father, regia di Hal Roach e Frank Terry (1919)
- Captain Kidd's Kids (1919)
- From Hand to Mouth (1919)
- The Home Stretch, regia di Charley Chase (1920)
- Il castello incantato (Haunted Spooks), regia di Hal Roach e Alfred J. Goulding (1920)
- His Royal Slyness (1920)
- Wait for Me (1923)
- Dig Up
- A Tough Winter
- Before the Public
- Where Am I?
- Preferisco l'ascensore (Safety Last!), regia di Fred C. Newmeyer e Sam Taylor (1923)
- California or Bust (1923)
- Sold at Auction, regia di Charley Chase (1923)
- Courtship of Miles Sandwich
- Jack Frost, regia di Charley Chase (1923)
- Post No Bills, regia di Ralph Ceder (1923)
- The Mystery Man
- Short Orders (1923)
- The Walkout
- Finger Prints, regia di Ralph Ceder (1923)
- Jus' Passin' Through
- It's a Gift
- Hustlin' Hank
- Dear Ol' Pal
- Save the Ship (1923)
- Join the Circus
- Uncensored Movies
- It's a Joy
- Two Wagons Both Covered
- The Cowboy Sheik, regia di J.A. Howe (1924)
- The Cake Eater, regia di J.A. Howe (1924)
- Big Moments from Little Pictures, regia di Roy Clements (1924)
- High Brow Stuff, regia di Rob Wagner (1924)
- Get Busy, regia di Ward Hayes (1924)
- Friend Husband, regia di J.A. Howe (1924)
- Going to Congress, regia di Rob Wagner (1924)
- Young Oldfield, regia di Leo McCarey (1924)
- Don't Park There, regia di Fred Guiol (1924)
- Stolen Goods, regia di Leo McCarey - cortometraggio (1924)
- Should Landlords Live?, regia di Nicholas T. Barrows e James D. Davis (1924)
- Gee Whiz, Genevieve, regia di J.A. Howe (1924)
- Lei e l'altra (Good and Naughty), regia di Malcolm St. Clair (1926)
- Settimo cielo (Seventh Heaven), regia di Frank Borzage (1927)
- The Black Book (serial), regia di Spencer Gordon Bennet e Thomas Storey (1929)